# Athetis agrotoides
Athetis agrotoides är en fjärilsart som beskrevs av Pieter Cornelius Tobias Snellen 1880. Athetis agrotoides ingår i släktet Athetis och familjen nattflyn. Inga underarter finns listade i Catalogue of Life.